# Palazzo Tornabuoni
Palazzo Tornabuoni (o Tornabuoni-Corsi-Salviati) è un palazzo del centro storico di Firenze, situato tra via de' Tornabuoni 16 (dove dà il nome alla strada), via degli Strozzi, via de' Corsi e via dei Pescioni 1D: occupa dunque quasi un intero isolato.

## Storia

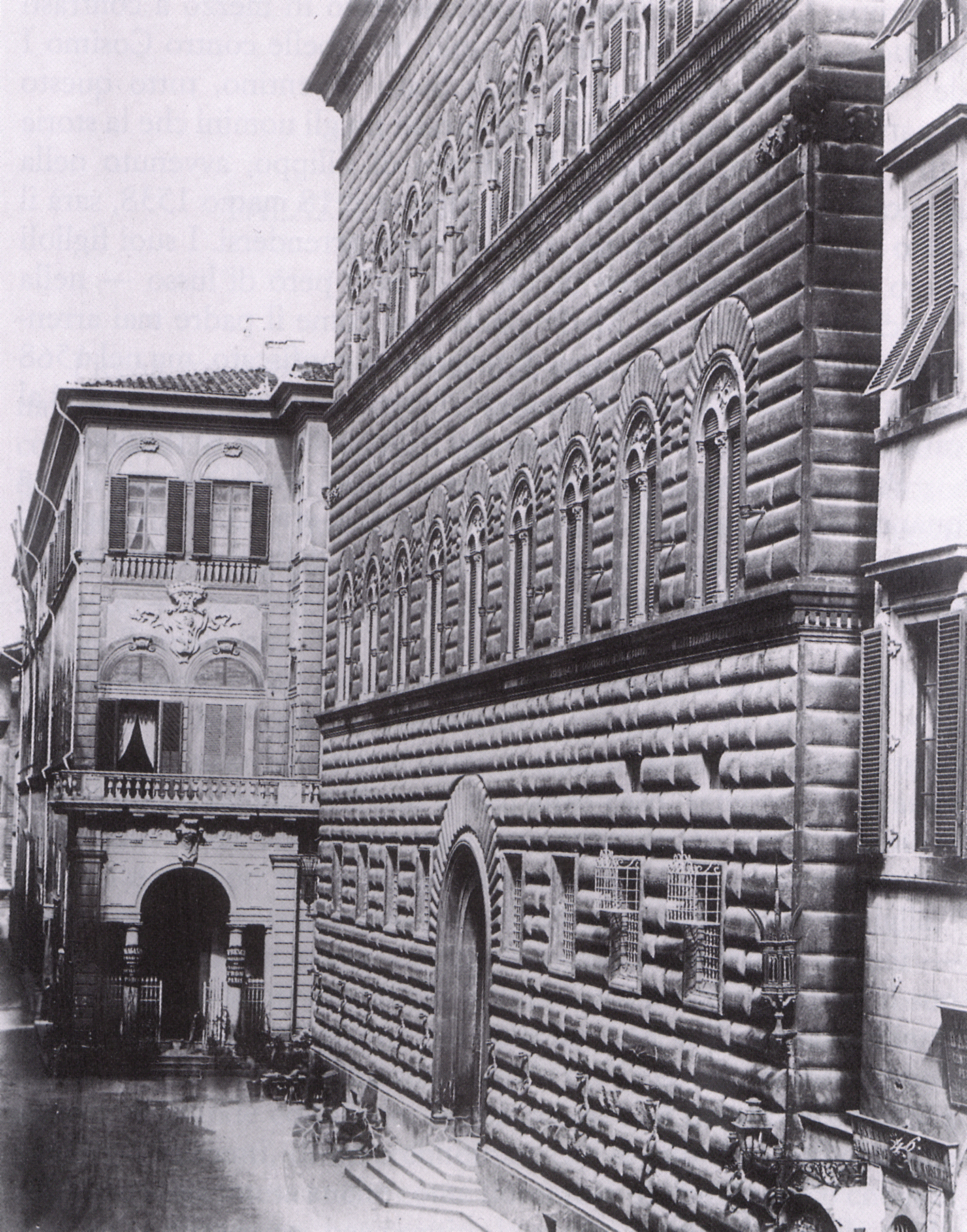
Il palazzo prima delle demolizioni, con la loggia ancora davanti a palazzo Strozzi

Il palazzo sorge su antiche proprietà della consorteria dei Tornaquinci (che cambiarono il nome familiare in Tornabuoni per poter partecipare ai pubblici uffici), Popoleschi e Giachinotti. Per volontà di Giovanni Tornabuoni, tra il 1466 e il 1469, il nucleo più rappresentativo di tali case fu unificato in un'unica casa grande che guardava a via de' Tornabuoni con otto assi, presumibilmente su progetto di Michelozzo, come già asserito autorevolmente da Giorgio Vasari. I Tornabuoni erano imparentati con i Medici (la madre di Lorenzo il Magnifico era Lucrezia Tornabuoni) e come essi furono mecenati di artisti (come con Domenico Ghirlandaio per la Cappella Tornabuoni in Santa Maria Novella) e appassionati collezionisti di oggetti di valore, arredi, sculture, opere pittoriche e libri rari.
Attorno al 1540 questa casa fu acquistata da Lorenzo di Piero Ridolfi che, con la supervisione del Tribolo, provvide a realizzare nel cortile una loggia al piano terreno e al primo piano, ampliando inoltre la proprietà con l'acquisto di altri immobili adiacenti. 
Nel 1571, quando il palazzo fu ceduto al cardinale Marco Sittico Altemps, presentava, vista l'estensione raggiunta, accessi anche da via de' Corsi e via dei Pescioni. Dopo solo tre anni la residenza passò all'arcivescovo Alessandro de' Medici, futuro cardinale e quindi papa Leone XI per un solo mese, che probabilmente la utilizzò anche come sede di rappresentanza, visto il persistere dell'inagibilità della sede vescovile colpita da un incendio nel 1533. 
Per via ereditaria, nel 1607, i Corsi presero possesso del palazzo, ampliandolo ulteriormente su via dei Pescioni e via de' Corsi su progetto di Gherardo Silvani, e facendo ricostruire in pietra la loggia su via de' Tornabuoni, su progetto del Cigoli (1608). Il marchese Jacopo Corsi amava la musica e vi riunì in questo palazzo la prima "Accademia di Musica" di Firenze: qui nacque il melodramma italiano con la prima rappresentazione de La favola di Dafne, su libretto di Ottavio Rinuccini, nel 1594, come ricorda anche una lapide posta su via dei Corsi.
Altri imponenti lavori di restauro e risistemazione degli spazi vennero condotti nel 1736 da Ferdinando Ruggieri, che in particolare unificò il fronte su via degli Strozzi, ispirandosi alla più antica facciata di via Tornabuoni ma nel rispetto delle linee architettoniche della loggia del Cigoli, allora posta su questa cantonata (lo stato a questa data è ben documentato da una nota incisione dello Zocchi del 1744). Del 1780 è un altro significativo intervento, con la costruzione dello scalone centrale e di terrazzini alle finestre interne. 

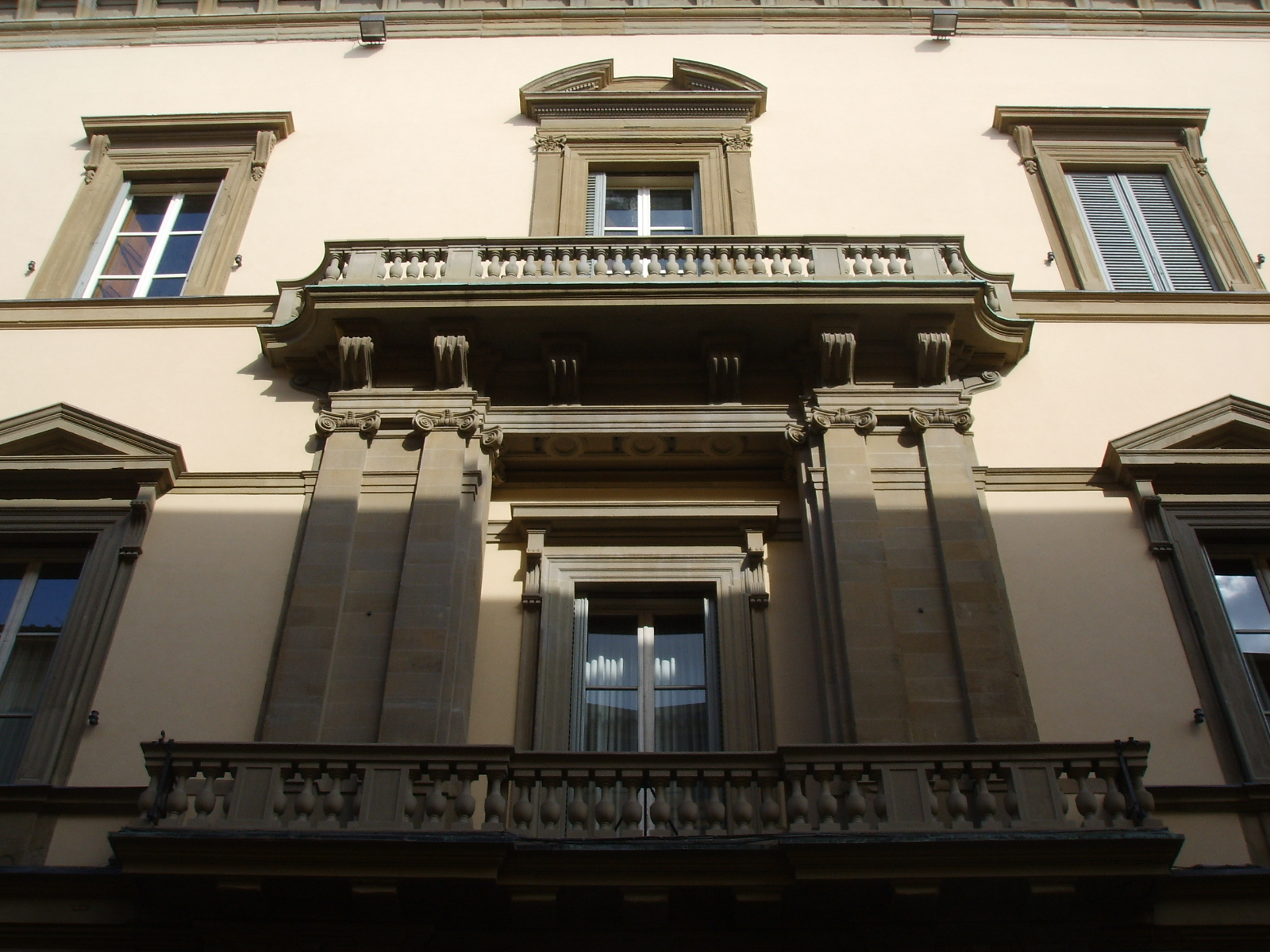
Il terrazzo al primo piano

Nel 1864 il Comune, nell'ambito degli interventi di rettificazione di alcune strade cittadine, intervenne sia su via de' Tornabuoni sia su via degli Strozzi, espropriando e abbattendo una parte del palazzo e facendone arretrare le facciate per una profondità di sei metri e mezzo: nel corso di tali lavori la loggia, della quale si riconobbe il rilievo artistico, venne smontata e ricostruita nella collocazione attuale, a fianco della chiesa di San Gaetano. La situazione portò inoltre i Corsi Salviati a promuovere nuovi imponenti lavori, che, su progetto dell'architetto Telemaco Buonaiuti, non solo videro la risistemazione degli interni coinvolti dalle demolizioni e la realizzazione di nuove facciate, ma anche l'inserimento nel corpo del palazzo della palazzina verso San Gaetano, fino allora rimasta autonoma rispetto al palazzo principale. Il risultato fu grandioso e il palazzo, abbracciando praticamente un intero isolato, assunse le caratteristiche odierne. Tuttavia le ingenti spese sopportate comportarono il declino finanziario dei proprietari e la conseguente vendita del palazzo e dispersione degli arredi e della quadreria. Fu acquistato nel 1894 da Maria Peyrat vedova Arconati Visconti, e nel 1918 dalla Banca Commerciale. Dopo alcuni interventi di adeguamento dell'immobile alla nuova funzione, databili al 1924 e condotti dall'ingegnere Agenore Socini, il palazzo fu sottoposto a un'importante opera di restauro diretta dall'architetto Luciano Fabbri e collaboratori, conclusasi nel 1992. Ulteriori importanti interventi, soprattutto a interessare gli spazi interni, furono condotti nel 2005-2008 su progetto degli architetti Andrea Noferi e Marzia Locorotondo, in relazione alla creazione di una serie di appartamenti di lusso e di un relativo Private Residence Club. Relativamente a questo cantiere la magistratura ha aperto una inchiesta per supposti abusi edilizi. 

## Descrizione

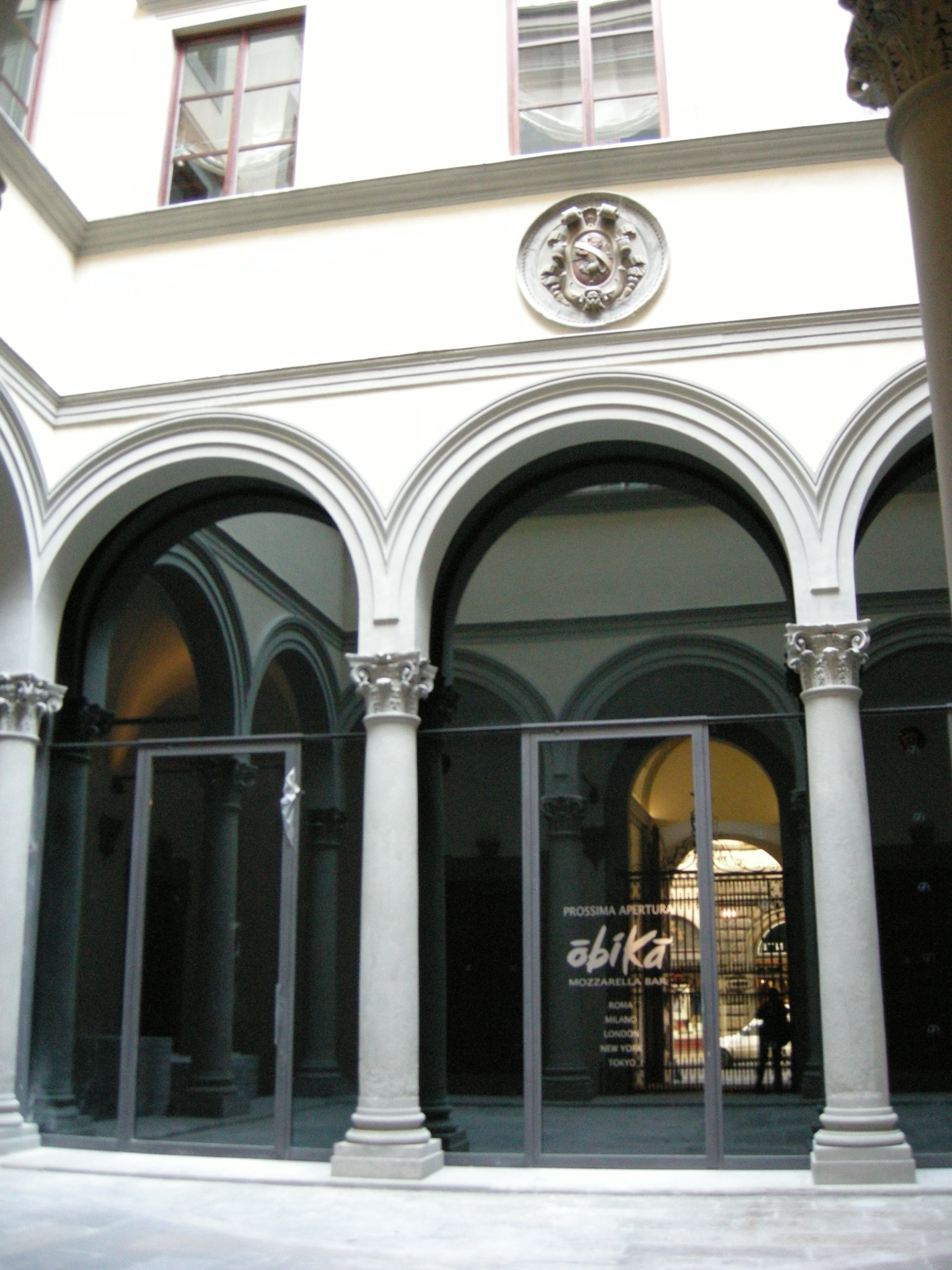
Il cortile

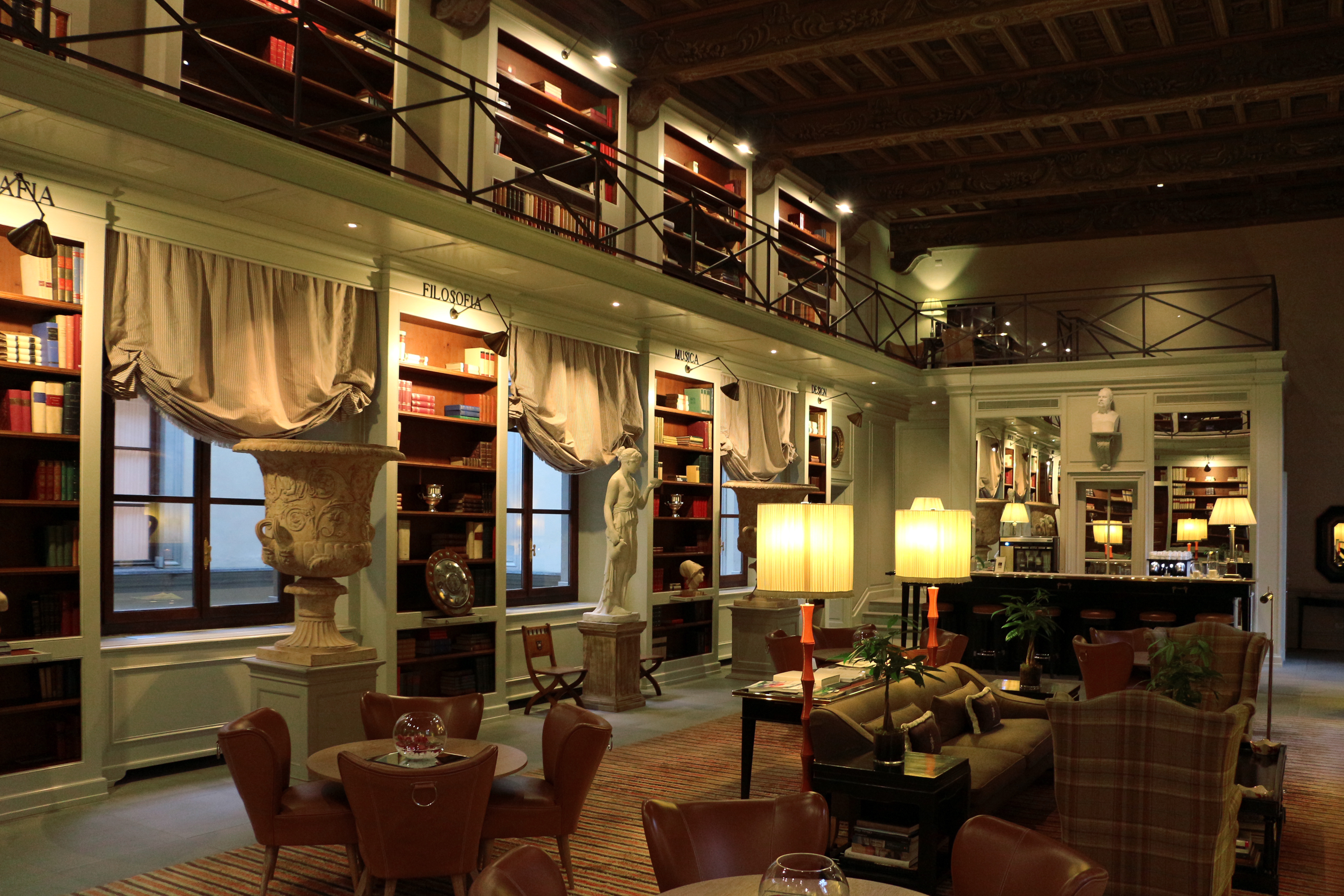
Biblioteca del palazzo Tornabuoni

La facciata originaria di Michelozzo era composta da ben diciotto assi con finestre ad arco su due piani paritetici sovrapposti, che componevano una distesa con effetti di pieni e vuoti mai vista fino ad allora. All'Ottocento risale però la facciata odierna a dodici assi e la serie di fondi al piano terra per attività commerciali. Qui fino al 2003 è stata tra gli altri la libreria aperta dall'editore tedesco Hermann Loescher nel 1865, poi ceduta a Bernhard Seeber nel 1880 ed esiste ancora uno dei negozi storici della zona, la gastronomia Procacci (di proprietà della società Antinori dal 1998), fondata da Leopoldo Procacci nel 1885 e da allora nota per le specialità legate alla lavorazione del tartufo (il locale conserva gli arredi degli anni venti del Novecento).
Così annota Mazzino Fossi: "L'aspetto attuale del palazzo riecheggia forme antiche, quattrocentesche al piano terreno, di gusto tardo manierista (mediato da particolari sei settecenteschi) agli altri piani. È in fondo un'opera notevole poiché rappresenta un particolare clima culturale, fra eclettico e accademico, particolare ai primi tempi dell'unità nazionale". 
All'interno dell'edificio si conserva una parte dell'antico cortile quattrocentesco, con colonne arricchite di bei capitelli compositi, per il quale, nonostante alcuni distinguo dovuti anche alle complesse vicende dell'edificio qui riassunte, rimane ancora più che plausibile l'attribuzione a Michelozzo. Negli interni è da segnalare anche un'importante serie di affreschi, realizzati da Agostino Ciampelli su commissione del cardinale Alessandro de' Medici, raffiguranti nella sala d'onore Storie di Ester e Assuero, e nell'anticamera della stessa sala otto Episodi della vita di Caino e Abele, realizzati tra il 1590 e il 1594. Altri interventi decorativi risalgono alla successiva fase di proprietà dei Corsi, collocabili tra Settecento e Ottocento. 
Per quanto riguarda l'affaccio su via dei Pescioni: "Dove un tempo sorgevano case dei Buonavolti e dei Tornaquinci, l'edificio costruito alla fine del XIX secolo forma la parte posteriore del palazzo Corsi, oggi sede della Banca Commerciale Italiana. Architettura in stile rinascimentale, a due piani, con finestre ad arco sul mezzo tondo incorniciate da conci. Presso l'angolo verso Via degli Strozzi, tabernacoletto ovale di carattere quattrocentesco". Per quanto riguarda il tabernacolo è da precisare come la bella cornice in pietra a fogliami sia di fattura ottocentesca, mentre quattrocentesco sembrerebbe il rilievo con la Madonna e il Bambino, derivato da un'opera di Antonio Rossellino oggi alla Pierpont Morgan Library di New York, attualmente in precario stato di conservazione; originariamente si trovava sotto la demolita volta dei Pescioni. Da segnalare inoltre i notevoli spazi interni (con un grande cortile coperto, relativo al periodo ottocentesco), ora occupati da un negozio. 
Su via de' Corsi si legge un lapide dedicata alla nascita della Camerata de' Bardi:
| JACOPO CORSI PATRIZIO FIORENTINO NELLE SUE VICINE CASE GIÀ TEMPO DEMOLITE ACCOLSE NELLA SECONDA METÀ DEL SECOLO XVI IL FIORE DEI LETTERATI MUSICISTI E POETI FU DELLE LORO DISCIPLINE DOTTO CULTORE E FAVOREGGIATORE GENEROSO E IVI FECE RAPPRESENTARE NEL MDLXXXXIV CON MUSICA SUA E DI JACOPO PERI LA DAFNE DRAMMA DI OTTAVIO RINUCCINI PRIMO FRUTTO DE' SAPIENTI STUDI DELLA CAMERATA DEL CONTE BARDI E PRIMA OPERA DEL RINNOVATO MELODRAMMA |

### La loggia del Cigoli

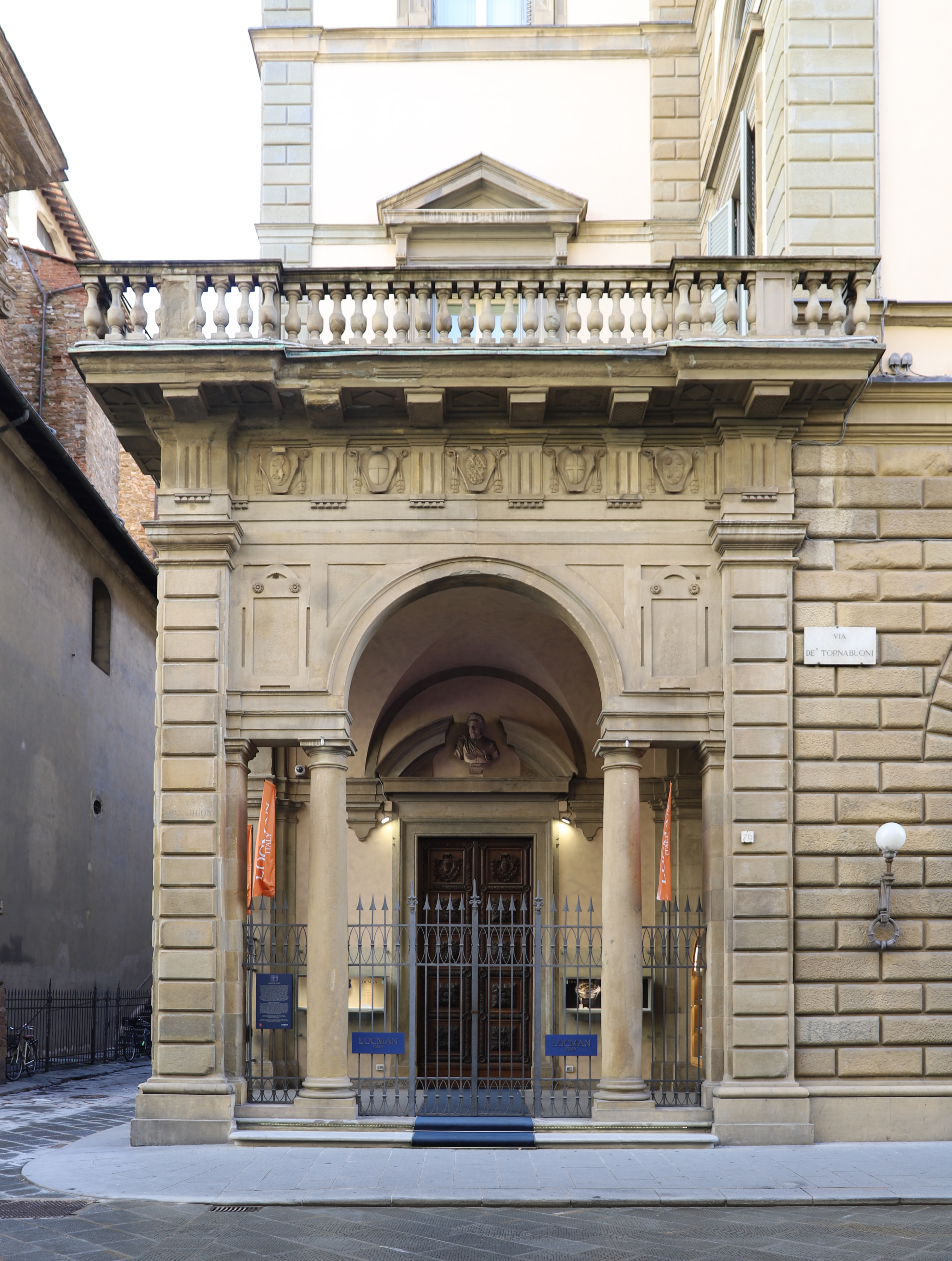
La loggia del Cigoli

Nel corso dei lavori di spostamento della loggia, essa fu smontata e ricostruita nella collocazione attuale, a fianco della chiesa di San Gaetano, non senza alcuni significativi cambiamenti, ovvero non senza intervenire sugli elementi che volutamente trasgredivano i dettami della tradizione rinascimentale: "i balaustri del terrazzo vennero capovolti, cioè rimontati con il rigonfiamento in basso, mentre la posizione invertita - che dovette apparire inusitata - derivava sicuramente dal disegno dell'artista, poiché balaustri della stessa foggia si incontrano nei progetti per il portale del palazzo Giraud-Torlonia, per non dire quanto comuni fossero già dai tempi della casa alla Rovescia, specialmente attraverso l'uso che ne faceva il Buontalenti. Il timpano spezzato del portoncino sotto la loggia era simile a quello della porta buontalentinana delle Suppliche agli Uffizi e oggi, invece, i segmenti sono ricomposti o forse rifatti secondo un modello più usuale". Attualmente (e questo in ossequio a quanto documentano rilievi e fotografie precedenti alla ricostruzione) la loggia ha una base rettangolare e propone un prospetto principale in asse con la facciata del palazzo, caratterizzato da una arcata a serliana inquadrata da lesene a bugnato, mentre il lato secondario presenta un arco semplice con simili lesene. 
Una trabeazione con fregio di triglifi alternati a scudi corre nella zona superiore dei due lati; al di sopra, sostenuto da mensole, è un terrazzo balaustrato in forte aggetto rispetto al piano delle facciate. Sopra l'architrave che è sotto la loggia si trova un busto in marmo con il ritratto di Bardo Corsi, committente dell'opera nel 1586. Per quanto riguarda gli scudi presenti nel fregio, questi ostentano le armi delle famiglie della consorteria: Tornaquinci (inquartato d'oro e di verde), Tornabuoni (inquartato decussato d'oro e di verde, al leone dell'uno nell'altro, caricato dello scudetto del Popolo fiorentino), Popoleschi (d'argento, alla croce di rosso), Giachinotti (inquartato d'oro e di verde, a quattro conchiglie dell'uno nell'altro, e alla rotella d'argento caricata di una croce di rosso, attraversante in cuore), e altri. 
Nell'ambiente che si apre all'interno della loggia ha avuto sede uno dei negozi della storica azienda Pineider, dal 1774 in piazza della Signoria e dal 1867 anche in via Tornabuoni, prima in un negozio attiguo all'attuale Procacci, poi sotto questa loggia, con gli ambienti ristrutturati a boutique per la vendita di oggettistica da regalo su progetto dell'architetto Danilo Cecchi (1994).